# Grote Prijs MHD-Filou
De Grote Prijs MHD Filou is een lokale wielerkoers in de gemeente Lendelede. Het gaat om een eendaagse wedstrijd. De koers startte in 2024 met een eerste editie ter ere van de lokale wielrenner Alec Segaert.

## Ontstaan van de koers
Lendelede is een gemeente met lange wielergeschiedenis. De familie Bruneel, gekend van de jeugdwielerploeg de Groeningespurters (Tom Boonen) is woonachtig in Lendelede en baat hier ook een koerscafé uit: café de Kluisberg. Dit café is ook het stamcafé van Frank Segaert (orthoptist en triatleet). Zo werd dit de supportersclub voor zijn zoon, de wielrenner Alec Segaert.
Uit deze supportersclub groeide in 2023 een samenwerking met de Koninklijke Lendeleedse Veloclub. Deze laatste zetelt in het café Het nieuw Paradijs. Deze samenwerking werd opgezet met de ambitie een profkoers te organiseren in Lendelede. De koers wordt georganiseerd op het niveau prokermisse en is toegankelijk voor Elite A, Elite B, Elite zonder contract en U23. De naamgeving van de koers komt vanuit de ondersteuning van twee lokale sponsoren.

## Parcours
De koers bestaat uit 10 ronden van elk 17,1 km, voor een totaal van 171 km. Dezelfde rondes worden verreden in lokale amateurkoersen. De koers vertrekt bij de Stevanstort. Van hieruit vertrekt het peloton over de Heulsestraat richting de plaatselijke kerk, met een passage langs café De Kluisberg. Er wordt rond de kerk gereden langs café Het Nieuw Paradijs. Hierna volgt een westelijke lus tussen de open velden. Deze lus komt uit te Sente, waar weer aansluiting gemaakt wordt met de Heulsestraat om weer uit te komen op de Stevanstort. De finish ligt vlakbij de woning van de de familie Segaert.
De koers kruist twee keer de Lendeledeberg en verlaat het grondgebied van Lendelde niet.

## Winnaars
Alec Segaert won de eerste editie in 2024 na een solo van meer dan 8 ronden.
De Noor Peter Dhal Strand won de tweede editie na een solo van iets meer dan 50 km. Lokale renner Alec Segaert werd 12e na een lekke band in de laatste ronde. 114 renners van 15 nationaliteitenbstondenbaan de start.
| Jaar | Winnaar           | Tweede                | Derde           |
| ---- | ----------------- | --------------------- | --------------- |
| 2024 | Alec Segaert      | Timothy Dupont        | Piotr Havik     |
| 2025 | Peter Dhal Strand | Mathijs Van Strijthem | Lennert Teugels |